# Flop Starz
«Flop Starz» (titulado «Súper estrellas» en Hispanoamérica y «Estrellas del fracaso» en España) es el primer episodio oficial emitido de la serie de televisión animada Phineas y Ferb. Se emitió originalmente en Disney Channel el 1 de febrero de 2008. En el episodio, Phineas y Ferb se convierten en maravillas de un solo éxito en cuestión de una mañana. Esto decepciona mucho a Candace, que está intentando alcanzar el estrellato en un concurso titulado The Next American Pop Teen Idol Star! Mientras tanto, Doofenshmirtz convierte su edificio en un robot gigante para ayudarle en su intento de conquistar el área triestatal.
La historia del episodio fue escrita por Sherm Cohen y Antoine Guilbaud, aunque la historia en sí fue realizada por los cocreadores de la serie. La canción del episodio, «Gitchee, Gitchee, Goo», fue la primera canción que tuvo la serie y provocó que Disney quisiera una en cada episodio. A pesar de que el piloto real era «La montaña rusa», el episodio se emitió para estrenar la serie.
«Flop Starz» contenía varias referencias a la industria musical y a varios géneros (el propio título es también una parodia de la frase «estrellas del pop»), así como al concurso de talentos American Idol. Fue bien recibido tanto por la crítica como por los fanáticos, y obtuvo 23,5 millones de espectadores en su estreno. La canción presentada, «Gitchee, Gitchee, Goo», también recibió críticas favorables. «Flop Starz» ha aparecido en varios productos, incluida una novela juvenil de Lara Bergen en 2009.

## Trama
Durante el desayuno, la familia ve The Next American Pop Teen Idol Star!, un concurso de talentos que empuja a Candace a presentarse a una audición en el centro comercial. Los chicos también sienten curiosidad por el mundo del estrellato y quieren saber qué tipo de artista es el que sólo saca un disco y luego se acaba. Su madre les explica el concepto de «maravilla de un solo éxito» y recuerda cómo fue ella. Mientras los chicos se esfuerzan por convertirse en uno de ellos escribiendo una canción «sin sentido» en su habitación, Candace se prepara para la audición. Cuando se presenta, se convierte en la «centésima concursante» y tiene que actuar con el nuevo grupo «PFT». Sin embargo, descubre que el grupo está formado por Phineas, Ferb y sus amigos, que han llegado a lo más alto de las listas de éxitos con su canción, convirtiéndose en «one-hit wonders». En lugar de unirse a ellos, se va a intentar exponerlos a su madre.
Mientras tanto, Perry entra en la guarida del Dr. Doofenshmirtz con gafas de groucho; confundiéndole con un trabajador temporal, Doofenshmirtz le explica todo su plan para sembrar el terror en la zona triestatal, que más tarde explica, después de que Perry se quite el «disfraz», mediante el uso de todo el edificio, que se transforma en un robot gigante.
Los chicos continúan con su estrellato, dirigiéndose a «Huge-O-Records» donde les han ofrecido un contrato discográfico. Candace intenta enseñarle a su madre el póster del grupo mientras van de camino, pero éste se encuentra en un edificio que va a ser demolido y es destruido. Cuando la banda está en la discográfica, Phineas, siguiendo los pasos que le dio su madre, coge una rabieta de diva y se va. Mientras tanto, Doofenshmirtz, dentro de su robot, atrapa a Perry, ofreciéndole un plato de delicatessen pensando que ha ganado; Perry, sin embargo, le hace echar una gran cantidad de pimienta sobre él, haciéndolo estallar y provocando el estornudo del robot. Los dos salen volando, Perry aterriza a salvo en el mástil de una bandera mientras Doofenshmirtz se estrella contra el edificio de los discos y es aplastado por el robot.
Candace, de vuelta en el centro comercial, está abatida hasta que su enamorado, Jeremy, le asegura que no deje que la diversión de los chicos arruine su fama, así que se une a la banda cantando su canción de éxito. Cuando cree que por fin lo ha conseguido, la banda anuncia que han terminado su carrera y el centro comercial cierra, dejándola dentro.

## Producción

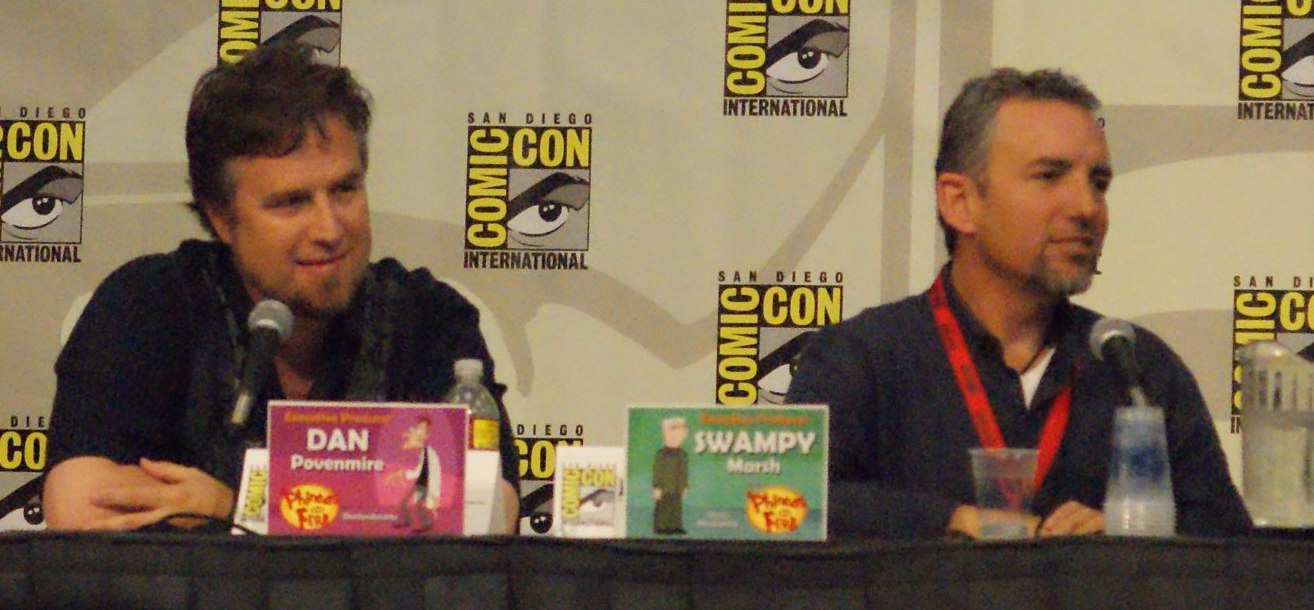
Los cocreadores de la serie Dan Povenmire y Jeff «Swampy» Marsh escribieron «Flop Starz».

Los cocreadores de la serie, Dan Povenmire y Swampy Marsh, escribieron la historia de «Flop Starz»; Sherm Cohen y Antoine Guilbaud, por su parte, construyeron los guiones gráficos. Povenmire dirigió el episodio, lo mismo que hizo durante la mayor parte de la temporada. Povenmire y Marsh compusieron la canción principal, «Gitchee, Gitchee, Goo», como hacen con toda la música del espectáculo. Esa canción y el «tema del agente secreto» de Perry fueron las primeras que se lanzaron a Disney, que las disfrutó tanto que quiso que la pareja escribiera una canción para cada episodio.
La compañía Disney quería arrancar la serie «a lo grande». En lugar de estrenarla con el episodio piloto, «La montaña rusa», eligieron «Flop Starz» y lo emitieron el mismo día en todos los países en los que se emitía Disney Channel; más de ciento cincuenta territorios. Esto hizo que el episodio se emitiera casi seis meses más tarde de lo previsto originalmente, ya que los distintos países adaptaron el guion y contrataron actores de doblaje para volver a grabar las líneas en los idiomas seleccionados. A pesar del retraso, el episodio se emitió oficialmente el 1 de febrero de 2008, dando comienzo al maratón de un mes de duración de Disney titulado «Phineas y Ferb-enero».

## Referencias culturales

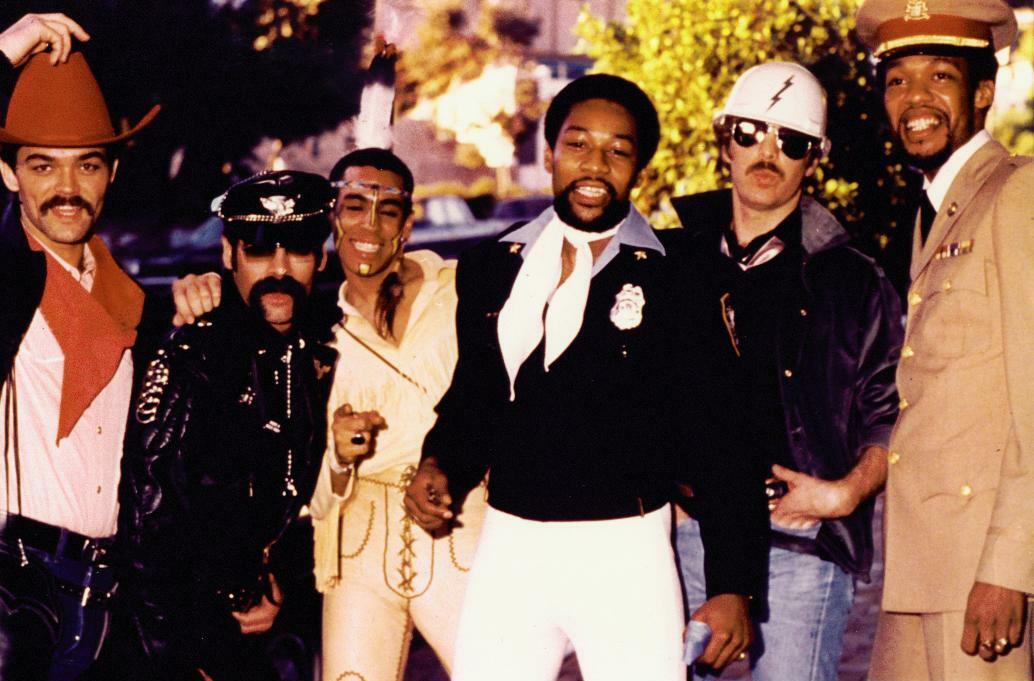
Los diferentes trajes que se prueba Candace son los mismos que llevaba el grupo de música disco Village People.